# Mount Melton
Mount Melton ist ein 2000 m hoher und quaderförmiger Berg auf der antarktischen Ross-Insel. In den Kyle Hills ragt er 2,1 km westlich des Tent Peak auf der Nordseite der Lofty Promenade auf.
Das Advisory Committee on Antarctic Names benannte ihn 2000 nach Terry Melton, der von Juni 1981 bis 1983 als Ingenieur für das Kraftwerk und die technischen Einrichtungen auf der Palmer-Station, von 1984 bis 1993 in vergleichbarer Funktion auf der McMurdo-Station für das Williams Field zuständig war und von Oktober 1998 bis Oktober 1999 als Manager der National Science Foundation auf der McMurdo-Station tätig war.